# 伦镇
伦镇，是中华人民共和国山東省德州市禹城市下辖的一个乡镇级行政单位。

## 行政区划
伦镇下辖以下地区：
伦镇社区、五龙社区、袁营社区、城子坡社区、水坡社区、堂子街社区、闫郑付社区、河南宋社区、杨桥社区、军屯社区、秦李庄社区、孙张庄社区、簸箕王社区、车站社区、张杨社区、燕寨子社区、宋寨子社区、牌子社区、于庄社区、赵梁社区、窦韩岱社区、孙庄社区、朱红董社区、杨宋社区、凤吾社区、刘李社区、薛官屯社区、孙李社区、焦寨子村、万庄村和莲红村。